# Edmund, jarl af Rutland
Edmund, jarl af Rutland (17. maj 1443 – 30. december 1460) var det fjerde barn og anden overlevende søn af Richard Plantagenet, 3. hertug af York og Cecily Neville. Han blev født i Rouen. På det tidspunkt var Rouen hovedstad i det engelskbesatte Frankrig, og hans far gjorde tjeneste som kongens stedfortræder i Frankrig. Han blev dræbt i en alder af 17 år enten under eller kort efter Slaget ved Wakefield under Rosekrigene.
Han blev ophøjet til jarl af Rutland af Henrik 6. sandsynligvis på et tidspunkt før 1454. Ingen optegnelser om ophøjelsen er bevaret. Edmund og hans ældre bror Edvard, derefter jarlen af March, underskrev et brev til deres far den 14. juni 1454 som "E. Rutland" og "E. Marche".

## Lord Chancellor af Ireland
I 1451 udnævnte Edmunds far, der havde titlen Lord Lieutenant of Ireland, Edmund som Lord Chancellor of Ireland. Da Edmund var umyndig, blev stillingens opgaver holdt af vicekanslerne. Hans første vicekansler var Edmund Oldhall, biskop af Meath. Hans bror Sir William Oldhall var kammerherre til hertugen af York og stod sandsynligvis bag denne udnævnelse. Han fungerede som de facto kansler indtil 1454.
Oldhall blev erstattet af John Talbot, 2. jarl af Shrewsbury, som også holdt embedet som Lord High Steward af Irland. Han kom til fortsætte med at tjene som de facto kansler indtil sin død i Slaget ved Northampton (10. juli 1460).
Huset York i Irland havde vundet støtte fra Thomas FitzGerald, 7. jarl af Kildare, og James FitzGerald, 6. jarl af Desmond. Flere FitzGeralds allierede fulgte dem i deres loyalitet. På den anden side fandt Huset Lancaster sin største irske støtte i James Butlers, 5. jarl af Ormonde.

## Død
Edmund døde i en alder af sytten, enten under eller kort efter Slaget ved Wakefield (30. december 1460) under Rosekrigene. Han havde kæmpet i slaget ved sin fars side. Efter de måtte sande at farens nederlag var nært, forsøgte han at flygte over Wakefield Bridge, men blev overhalet og dræbt, muligvis af Lancaster-støtten Lord Clifford, som hævn for Cliffords fars død i Det 1. slag ved St Albans. Edmund blev muligvis henrettet på Lord Cliffords ordre eller, ifølge nogle beretninger, af Lord Clifford selv. Hans hoved blev sat op på Yorks porte sammen med hans fars og hans onkel, Richard Neville, 5. jarl af Salisburys hoveder.
I Shakespeares skuespil, Henrik den Sjette, del 3,, bliver Rutland portrætteret som en ung dreng, der brutalt bliver myrdet af Clifford efter at have bedt for sit liv. Kilden ser ud til at være Halls historie fra 1548, der fejlagtigt fortæller, at Rutland er "knap 12 år gammel" ved sin død.
Edmund og hans far blev begravet i Pontefract Priory. Ligene blev genbegravet med stor pragt i familiens hvælving på Fotheringhay Castle den 29. - 30. juli 1476.
Lord Clifford ville selv blive dræbt i marts 1461 i Slaget ved Ferrybridge.